# Бояно
Бояно (італ. Bojano) — муніципалітет в Італії, у регіоні Молізе,  провінція Кампобассо.
Бояно розташоване на відстані близько 175 км на схід від Рима, 20 км на південний захід від Кампобассо.
Населення — 8071 особа (2014).

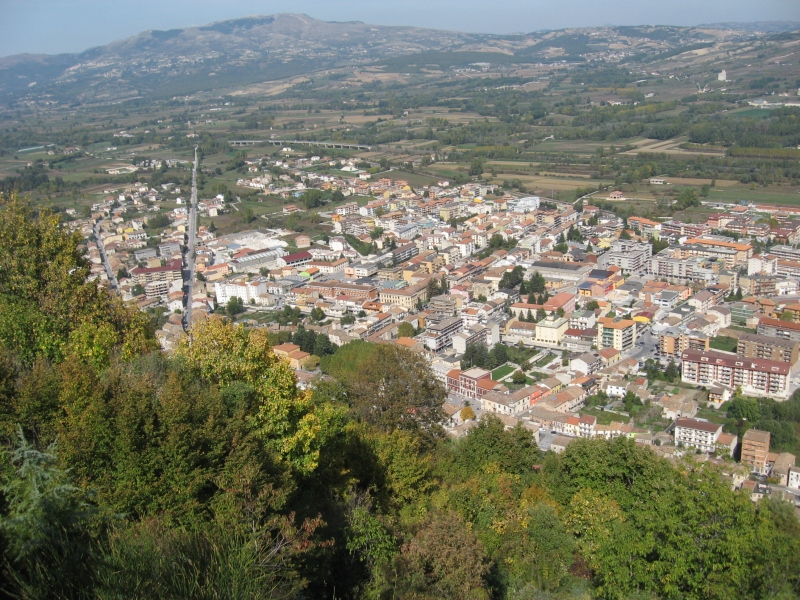

Щорічний фестиваль відбувається 25 серпня. Покровитель — святий Варфоломій Apostolo.

## Демографія
Населення за роками:

Станом на 1 січня 2023 року в муніципалітеті офіційно проживав 351 іноземець з 45 країн, серед них 103 громадяни країн Євросоюзу та 6 громадян України.

## Сусідні муніципалітети
- Колле-д'Анкізе
- Макк'ягодена
- Сан-Грегоріо-Матезе
- Сан-Массімо
- Сан-Поло-Матезе
- Сант'Елена-Санніта
- Спінете